# Hořeček ladní
Hořeček ladní (Gentianella campestris) je rostlina z čeledi hořcovité. V ČR patří mezi kriticky ohrožené druhy.

## Popis

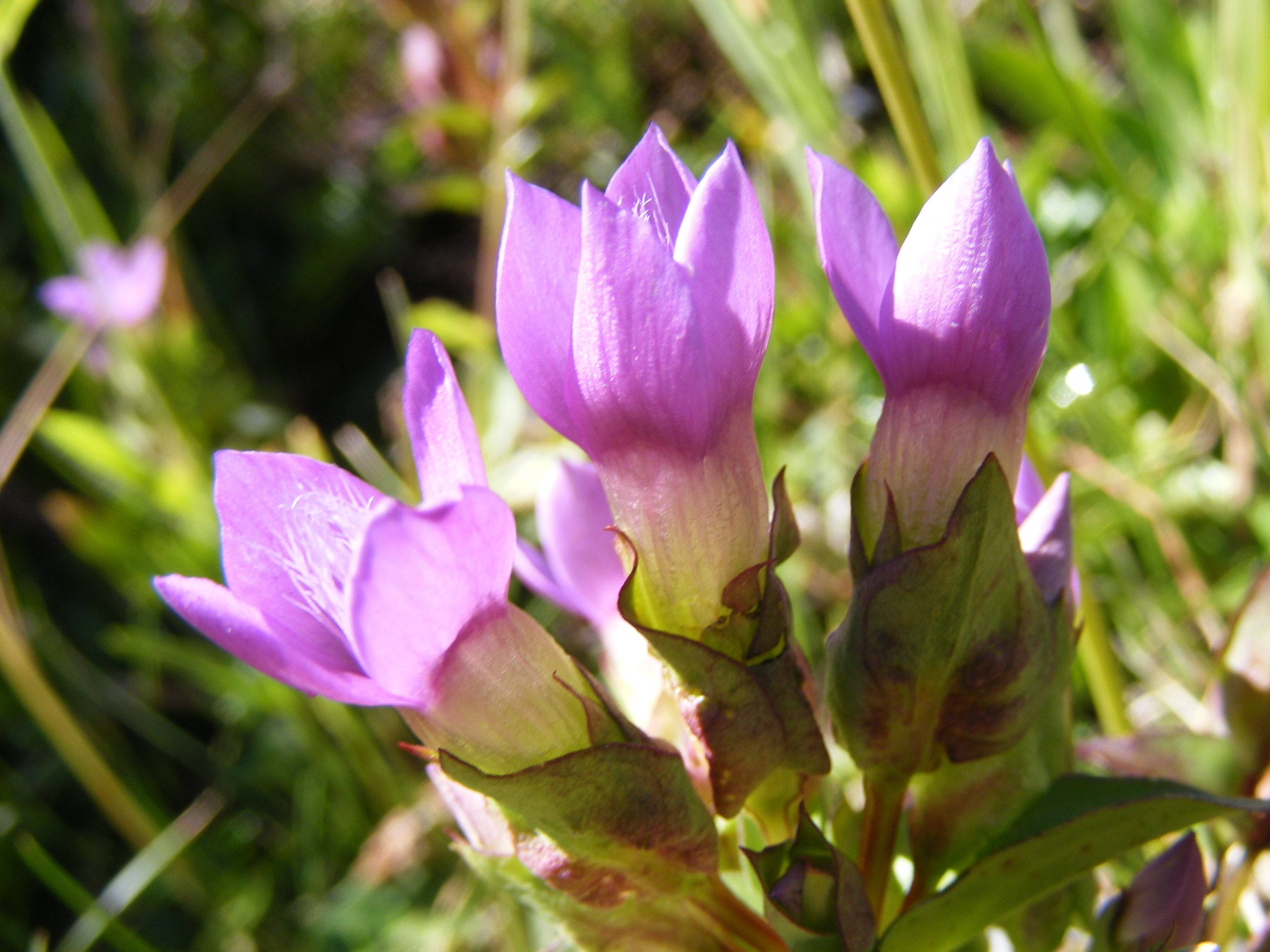
Květy zblízka

Hořeček ladní je dvouletá bylina s přímou lodyhou vysokou až 25 cm. Listy jsou vstřícné. Květenstvím je chudá lata, často má více než 10 květů. Květy jsou čtyřčetné a aktinomorfní na 1–2 cm dlouhých stopkách. Koruna je modrofialová a dosahuje délky 1,8–3 cm. V květu se nachází 4 tyčinky, blizny jsou 2. Kvete od května do října. Plodem jsou válcovité tobolky.

## Výskyt

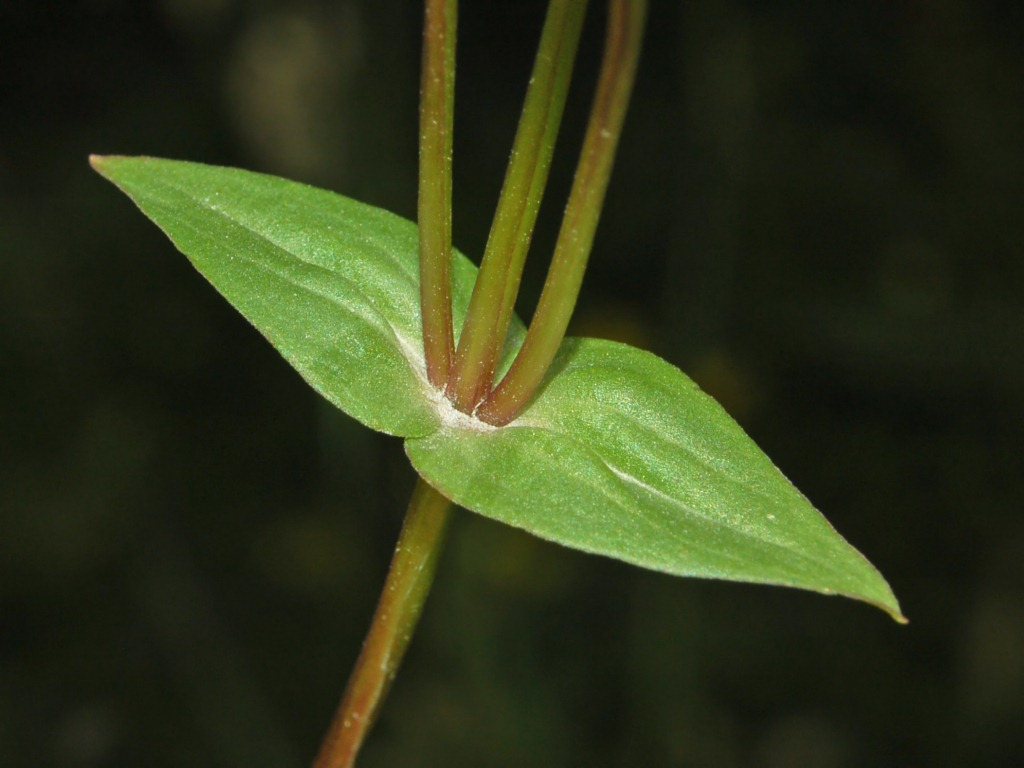
Listy hořečku ladního

Hořeček ladní, původem z Evropy, se vyskytuje od Španělska přes Skandinávii a jeho rozšíření na východě zahrnuje severní Itálii, Rakousko, Čechy, Polsko a státy kolem Baltského moře. Roste rovněž na Britských ostrovech a na Islandu.
Hořeček ladní roste na kyselých a na živiny chudých substrátech.
V ČR patří podle vyhlášky chráněných rostlin hořeček ladní mezi kriticky ohrožené druhy, v Červeném seznamu České republiky je nominátní poddruh dokonce označován za vyhynulý.

## Poddruhy
Hořeček ladní má 3 uznávané poddruhy:
- Hořeček ladní pobaltský (Gentianella campestris subsp. baltica) – jednoletý, jsou přítomny zbytky děložních lístků; severní polovina Německa, Polsko, Pobaltí, ČR
- Hořeček ladní pravý (Gentianella campestris subsp. campestris) – nominátní poddruh, jsou přítomny zasychající listové růžice; Island, Skandinávie, střední Evropa od středního Německa po severní Itálii a Pyreneje
- Hořeček ladní švédský (Gentianella campestris subsp. suecica) – internodia prodloužená v dolní části lodyhy, kvete v červnu a na začátku července